# Stora Haddebo (naturreservat)
 Stora Haddebo är ett naturreservat i Mjölby kommun i Östergötlands län.
Området är naturskyddat sedan 2012 och är 60 hektar stort. Reservatet ligger nordväst om gården Stora Haddemo och består av granskog med inslag av några sumpskogar och öppna myrar.